# کاروی شرانتس
کاروی شرانتس (مجاری: Károly Schranz؛ زادهٔ ۱ ژانویهٔ ۱۹۵۲) موسیقی‌دان، آهنگساز و نوازندهٔ ویولن اهل مجارستان است.
او دانش‌آموختهٔ آکادمی موسیقی فرانتس لیست و یکی از بنیان‌گذاران اصلی تاکاچ کوارتت است.
وی هم‌اکنون ساکن بولدر در ایالات متحده آمریکاست و در دانشکدهٔ موسیقی دانشگاه کلرادو بولدر تدریس می‌کند.